# Лейян
Лейян (кит. трад. 耒陽市, спр. 耒阳市, піньїнь: Lĕiyáng Shì) — місто-повіт в південнокитайській провінції Хунань, складова міста Хен'ян.

## Географія
Лейян лежить на півдні префектури на річці Лей (басейн озера Дунтін).

### Клімат
Місто знаходиться у зоні, котра характеризується вологим субтропічним кліматом. Найтепліший місяць — липень із середньою температурою 29.9 °C (85.8 °F). Найхолодніший місяць — січень, із середньою температурою 6.3 °С (43.3 °F).
| Клімат Лейяна           | Клімат Лейяна | Клімат Лейяна | Клімат Лейяна | Клімат Лейяна | Клімат Лейяна | Клімат Лейяна | Клімат Лейяна | Клімат Лейяна | Клімат Лейяна | Клімат Лейяна | Клімат Лейяна | Клімат Лейяна | Клімат Лейяна |
| Показник                | Січ.          | Лют.          | Бер.          | Квіт.         | Трав.         | Черв.         | Лип.          | Серп.         | Вер.          | Жовт.         | Лист.         | Груд.         | Рік           |
| Середня температура, °C | 6,3           | 7,4           | 12,2          | 18,1          | 23,1          | 26,6          | 29,9          | 29            | 24,9          | 19,5          | 13,7          | 8,4           | 18,3          |
| Норма опадів, мм        | 68.2          | 106.1         | 143.3         | 199.5         | 207.3         | 182.8         | 87            | 128.1         | 74.6          | 90.3          | 79.8          | 52.3          | 1419.3        |
| Днів з опадами          | 16,2          | 16,3          | 20            | 20,1          | 18,4          | 15,3          | 10,2          | 11,8          | 10,8          | 13,1          | 13,6          | 14,4          | 180,2         |
| Вологість повітря, %    | 75.9          | 80.9          | 81.8          | 81.5          | 80.3          | 80.4          | 73.8          | 75            | 75.1          | 75.1          | 75.2          | 73.8          | 77.4          |
| ----------------------- | ------------- | ------------- | ------------- | ------------- | ------------- | ------------- | ------------- | ------------- | ------------- | ------------- | ------------- | ------------- | ------------- |
| Джерело: Weatherbase    |               |               |               |               |               |               |               |               |               |               |               |               |               |